# Toplik
Toplik är ett samhälle i Bosnien och Hercegovina.   Det ligger i entiteten Republika Srpska, i den centrala delen av landet, 6 km sydost om huvudstaden Sarajevo. Toplik ligger 571 meter över havet och antalet invånare är 672.
Terrängen runt Toplik är lite bergig. Runt Toplik är det ganska tätbefolkat, med 72 invånare per kvadratkilometer.. Närmaste större samhälle är Sarajevo, 5,9 km nordväst om Toplik. 
I omgivningarna runt Toplik växer i huvudsak lövfällande lövskog.